# Mio Kudo
 (juin 2021).
La mise en forme du texte ne suit pas les recommandations de Wikipédia : il faut le « wikifier ».
Les points d'amélioration suivants sont les cas les plus fréquents. Le détail des points à revoir est peut-être précisé sur la page de discussion.
- Les titres sont pré-formatés par le logiciel. Ils ne sont ni en capitales, ni en gras.
- Le texte ne doit pas être écrit en capitales (les noms de famille non plus), ni en gras, ni en italique, ni en « petit »…
- Le gras n'est utilisé que pour surligner le titre de l'article dans l'introduction, une seule fois.
- L'italique est rarement utilisé : mots en langue étrangère, titres d'œuvres, noms de bateaux, etc.
- Les citations ne sont pas en italique mais en corps de texte normal. Elles sont entourées par des guillemets français : « et ».
- Les listes à puces sont à éviter, des paragraphes rédigés étant largement préférés. Les tableaux sont à réserver à la présentation de données structurées (résultats, etc.).
- Les appels de note de bas de page (petits chiffres en exposant, introduits par l'outil «  Source ») sont à placer entre la fin de phrase et le point final[comme ça].
- Les liens internes (vers d'autres articles de Wikipédia) sont à choisir avec parcimonie. Créez des liens vers des articles approfondissant le sujet. Les termes génériques sans rapport avec le sujet sont à éviter, ainsi que les répétitions de liens vers un même terme.
- Les liens externes sont à placer uniquement dans une section « Liens externes », à la fin de l'article. Ces liens sont à choisir avec parcimonie suivant les règles définies. Si un lien sert de source à l'article, son insertion dans le texte est à faire par les notes de bas de page.
- La présentation des références doit suivre les conventions bibliographiques. Il est recommandé d'utiliser les modèles {{Ouvrage}}, {{Chapitre}}, {{Article}}, {{Lien web}} et/ou {{Bibliographie}}. Le mode d'édition visuel peut mettre en forme automatiquement les références.
- Insérer une infobox (cadre d'informations à droite) n'est pas obligatoire pour parachever la mise en page.

Pour une aide détaillée, merci de consulter Aide:Wikification.
Si vous pensez que ces points ont été résolus, vous pouvez retirer ce bandeau et améliorer la mise en forme d'un autre article.
Pour les articles homonymes, voir Kudo.
Mio Kudo (工藤 美桜, Kudō Mio) est une actrice, une mannequin et une gravure idol japonaise.
Elle est née le 8 octobre 1999 à Tokyo, au Japon. Elle est affiliée à l'agence artistique Platinum Production (ja), qui la représente.

## Biographie
Elle a commencé à travailler comme mannequin dès sa quatrième année d'école secondaire. Au début, elle n'était pas douée pour s'exprimer devant les autres, alors elle a rejoint le club de théâtre au collège parce qu'elle voulait s'exprimer à sa façon en jouant la comédie.
Elle a été membre de Charm Kids sous le nom de Mana Fujitani jusqu'au 1er août 2012. Le 16 septembre de la même année, elle annonce qu'elle va travailler sous le nom de Mio Kudo. Elle est actuellement membre de Platinum Production.
Elle est apparue dans son premier drama et tokusatsu en tant que Kanon Fukami dans la série Kamen Rider Ghost de la franchise Kamen Rider, dont la diffusion a commencé le 4 octobre 2015.
Elle fait une autre apparition régulière dans une production tokusatsu de Toei en tant que Sayo / Kiramei Pink dans la série Super Sentai "Mashin Sentai Kiramager", diffusée à partir du 8 mars 2020, cette fois avec un rôle à transformation et un rôle de combattante. Elle a fait sa première gravure en maillot de bain dans le "Weekly Young Jump" n°18, sorti le 2 avril 2020. Le 14 décembre de la même année, elle a remporté le prix de la meilleure nouvelle venue aux prix du contenu numérique de Shueisha, les "Gurajapa ! Award 2020, un prix du contenu numérique décerné par Shueisha.
Elle a indiqué sur son Twitter qu'elle est devenue un modèle régulier à partir du numéro de juin de "with" (Kodansha) sorti le 28 avril 2021,. 

## Filmographie

### Séries télévisées
(juin 2021).
- Gokujō!! Mecha Mote Iinchō
- 2011 : Shittoko!
- 2011 : Piramekino
- Hirunandesu!

### Drama
- 2015 : Kamen Rider Ghost : Kanon Fukami
- 2016 : Cook Police Inspector's Dinner Party : Eiko Kimura
- 2019 : School Girls' Rock : Saginuma
- 2020 : Mashin Sentai Kiramager : Sayo Oharu/Kiramai Pink[9],[10]
- 2022 : Rent-a-Girlfriend : Ruka Sarashina